# Lady Helen
Lady Helen is een van de restaurant in het Mount Juliet Golf & Spa Hotel in Thomastown, County Kilkenny, Ierland. Het restaurant is sinds 2014 in het bezit van een Michelinster.
Chef-kok van "Lady Helen" is Cormac Rowe. Het restaurant is vernoemd naar Lady Helen McCalmont, lid van de McCalmont-familie, de laatste eigenaren van het landgoed voor het een hotel werd.

## Onderscheidingen
- Michelinster 2014-heden
- 3 Rosettes: 2014[7]